# Şükrü Saracoğlu

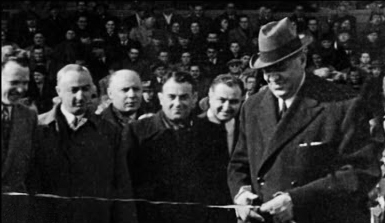
Otwarcie stadionu Fenerbahçe Şükrü Saracoğlu przez Saracoğlu w 1934 roku

Şükrü Saracoğlu (ur. 17 czerwca 1887 w Ödemiş, zm. 27 grudnia 1953 w Stambule) – turecki polityk, minister spraw zagranicznych (1938–1942), premier Turcji (1942–1946). Długoletni (1934–1950) prezes klubu sportowego Fenerbahçe SK.
Syn Saraça (Lorimera) Mehmeta Tevfika Usta o albańskim pochodzeniu. Po ukończeniu renomowanego liceum w Izmirze studiował od 1915 ekonomię i nauki polityczne na Akademii Nauk Politycznych w Genewie. Powrócił do Turcji po klęsce Imperium Osmańskiego w I wojnie światowej, przyłączył się do ruchu kemalistowskiego. Uczestniczył w wojnie grecko-tureckiej w walkach w rejonach Aydın i Kuşadası. W 1923 wybrany na deputowanego do Wielkiego Zgromadzenia Narodowego Turcji z okręgu Izmir. W latach 1927–1930 był ministrem finansów, następnie opracował raport, który był podstawą reformy tureckiego przemysłu bawełnianego. W latach 1933–1938 minister sprawiedliwości. Po śmierci Atatürka powołany 11 listopada 1938 na urząd ministra spraw zagranicznych Turcji, funkcję sprawował do 13 sierpnia 1942.
23 czerwca 1939 był sygnatariuszem układu Turcji z Francją w sprawie przyłączenia prowincji Hatay do Turcji. Wojska tureckie objęły prowincję 23 lipca 1939. Po pakcie Ribbentrop-Mołotow i wybuchu II wojny światowej 19 października 1939 zawarł sojusz obronny z Wielką Brytanią i Francją. Upadek Francji w czerwcu 1940 spowodował zwrot Turcji w kierunku polityki neutralności, którą realizował Saracoğlu. 18 czerwca 1941, krótko przed planowanym atakiem Niemiec na ZSRR, podpisał w Ankarze układ o nieagresji z III Rzeszą.
Po nagłej śmierci Refika Saydama 9 lipca 1942 został powołany na urząd premiera Turcji, który sprawował do 7 sierpnia 1946. Rząd Saracoğlu przeprowadził w Turcji dwie ważne reformy: podatek majątkowy (Varlik Vergisi), nałożony na przedsiębiorców i handlowców, i reformę rolną, która dokonała podziału między bezrolnych chłopów gruntów należących do państwa i wielkiej własności ziemskiej.
23 lutego 1945 Turcja wypowiedziała wojnę III Rzeszy i Japonii. Ostatni okres jego rządów upłynął pod znakiem kryzysu politycznego w stosunkach z ZSRR. Po przystąpieniu Turcji do wojny przeciwko Niemcom 19 marca 1945 Moskwa wypowiedziała sowiecko-turecki układ o przyjaźni i neutralności, zawarty 17 grudnia 1925. ZSRR przedstawił Turcji żądania obejmujące: rewizję konwencji z Montreux w kierunku zwiększenia praw Moskwy i okupowanych przez nią od lata/jesieni 1944 Bułgarii i Rumunii, wprowadzenie baz sowieckiej floty wojennej do Bosforu i Dardaneli i rewizję granicy sowiecko-tureckiej poprzez cesję przez Turcję prowincji Kars, Ardahan i Artvin na rzecz sowieckiej Armenii. Turcja, uzyskując poparcie Wielkiej Brytanii, odrzucała konsekwentnie żądania sowieckie. Kryzys sowiecko-turecki był, obok prowadzonej przez komunistów wojny domowej w Grecji, przesłanką do rewizji polityki europejskiej USA, wyrażonej w sformułowanej 12 marca 1947 doktrynie Trumana, obejmującej również pomoc USA dla Turcji. Turcja przy wsparciu Wielkiej Brytanii i USA skutecznie przeciwstawiła się roszczeniom sowieckim.
Podał się do dymisji z powodu choroby. W 1948 wybrany na przewodniczącego Wielkiego Zgromadzenia Narodowego Turcji. W wyborach w 1950 utracił mandat deputowanego z okręgu Izmir i wycofał się z życia politycznego.
Żonaty, był ojcem dwóch synów.
Od 22 lipca 1998 jego imię nosi stadion piłkarski Fenerbahçe S.K. (Fenerbahçe Şükrü Saracoğlu) w Stambule.